# Peridea anceps
The Great Prominent (Peridea anceps) là một loài bướm đêm thuộc họ Notodontidae. Nó được tìm thấy ở miền trung và Nam Âu và Bắc Phi.

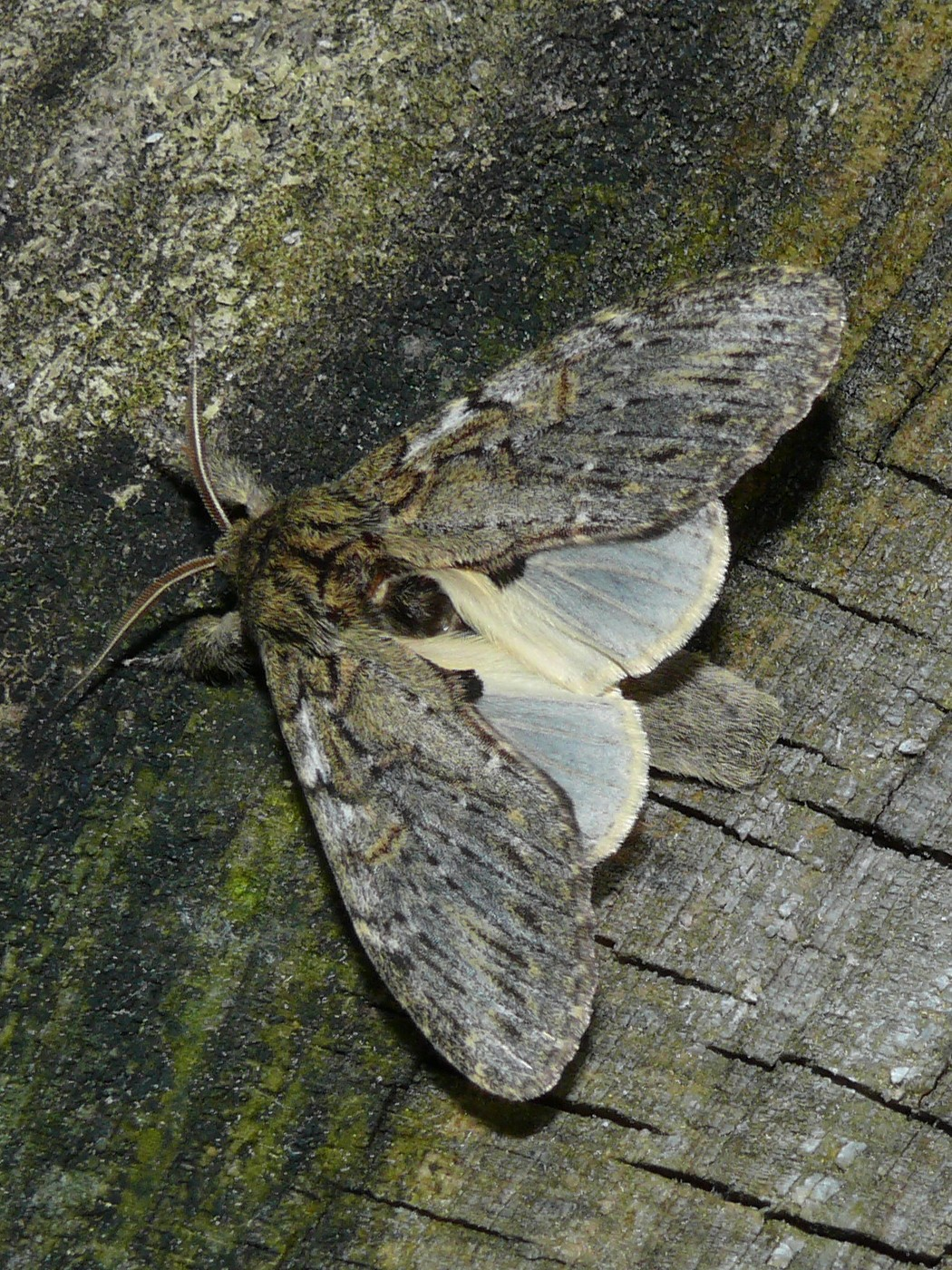

Sải cánh dài 50–65 mm. Con trưởng thành bay từ tháng 4 đến tháng 7 tùy theo địa điểm.
Ấu trùng ăn sồi.

## Hình ảnh

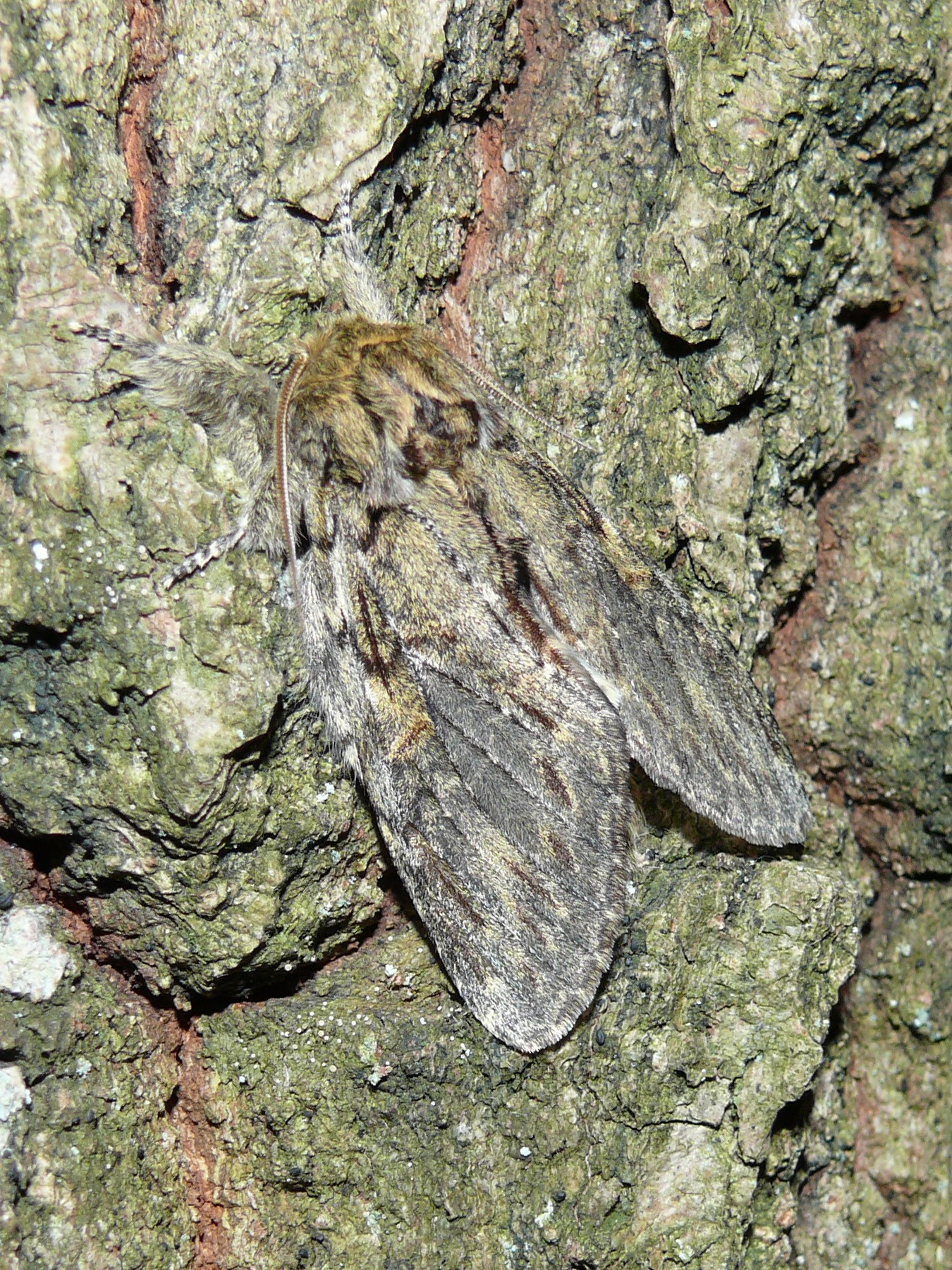
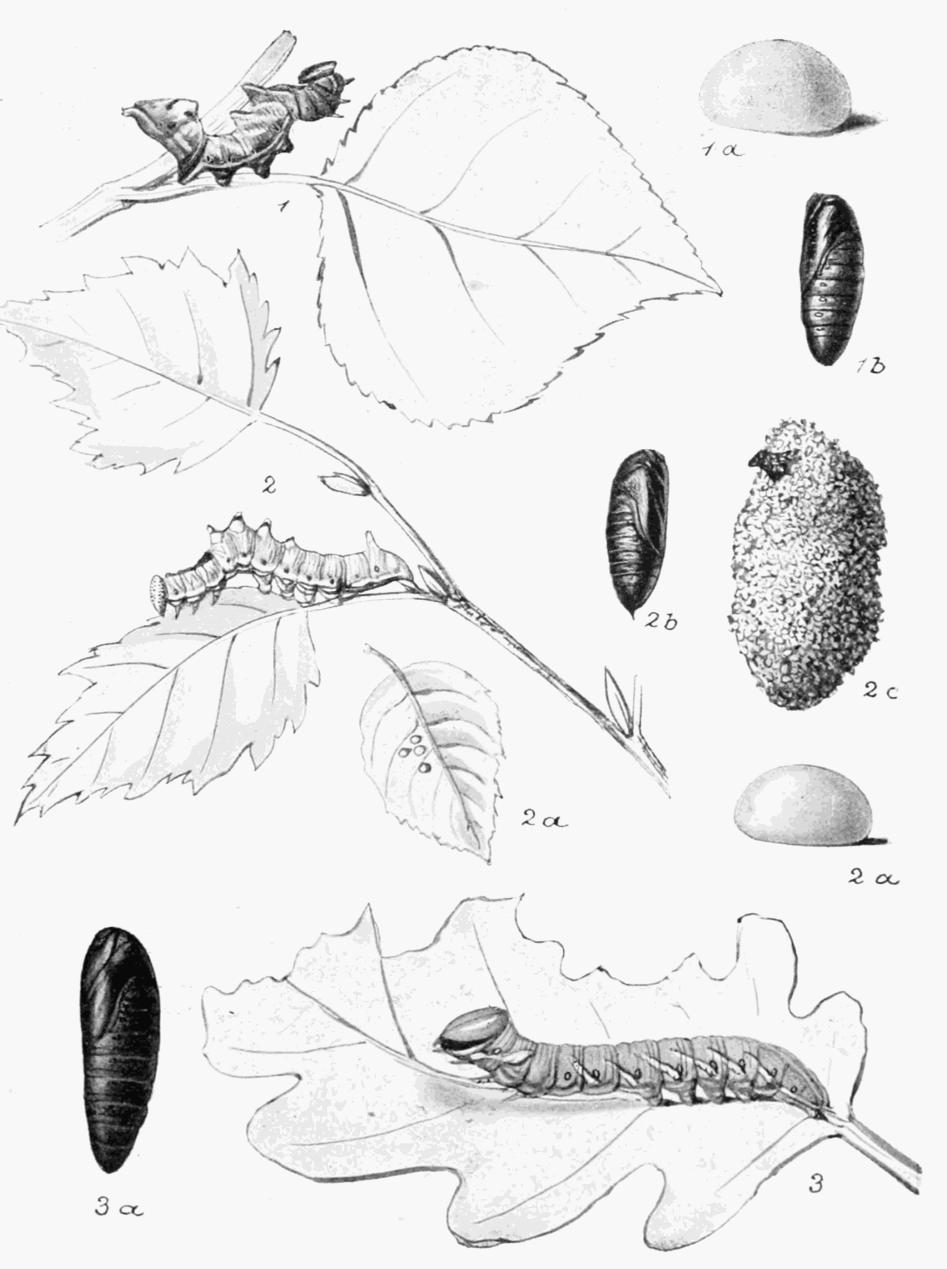
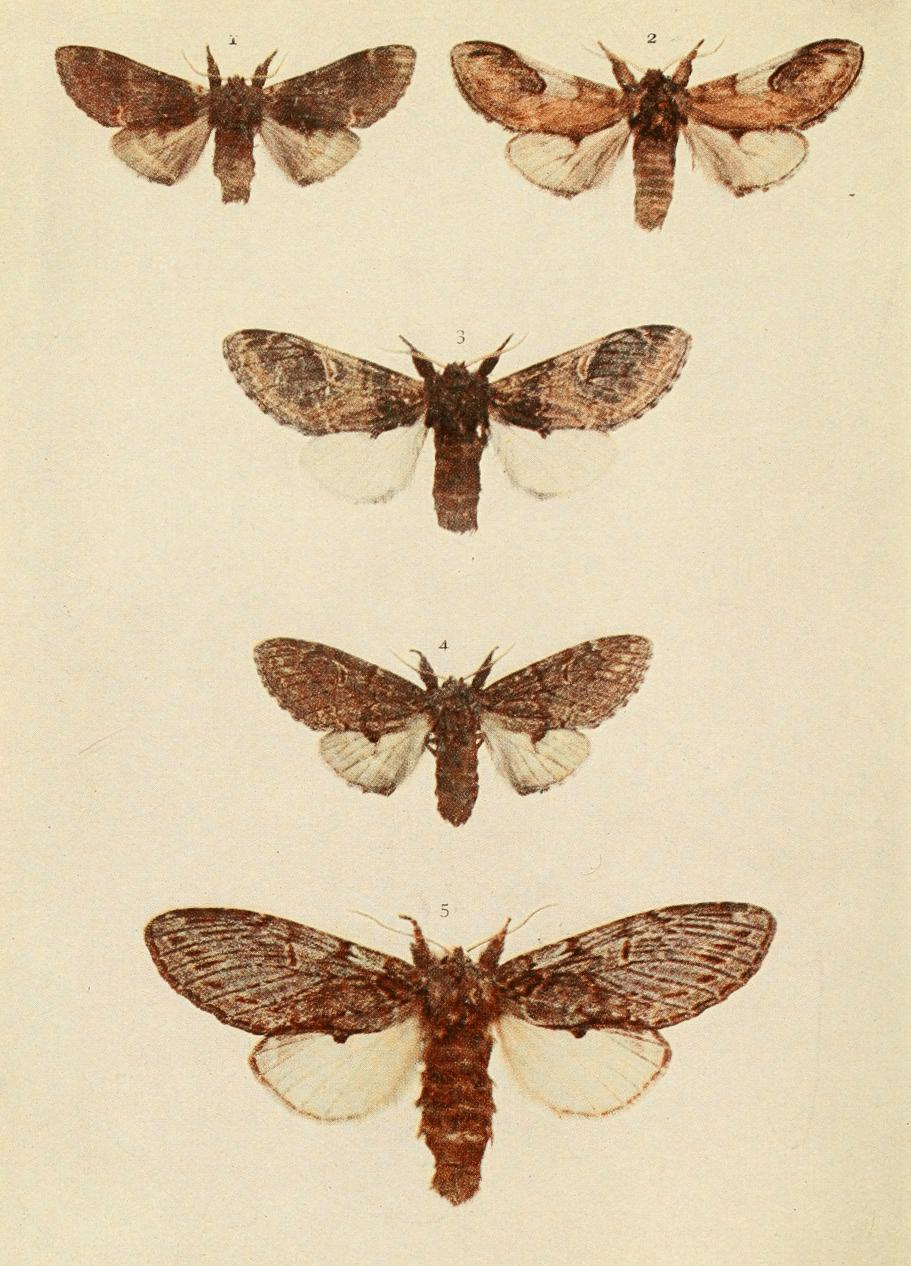
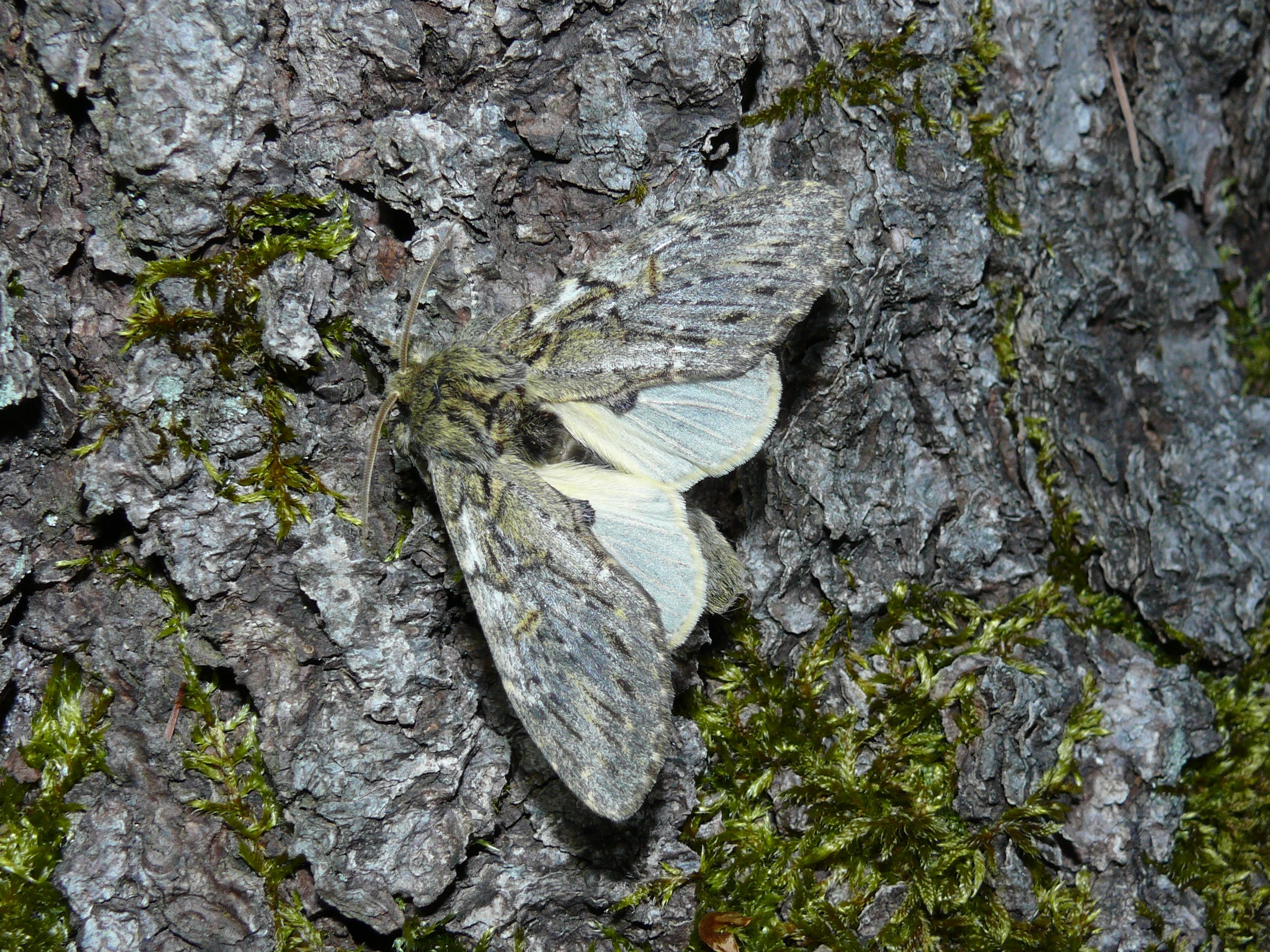